# 尼可拉斯·尼普
尼可拉斯·尼普（Nicholas Nip，1998年3月10日—）是美國西洋棋協會（USCF）認定的國家大師（National Master）。在2008年，他以2207的等級分與9歲又11個月26天的年齡成為USCF史上最年輕的大師，直到2010年記錄被山繆·謝維揚打破為止。  
雖然他的成績打破了西洋棋神童中村光之前維持了十年的紀錄，然而因為等級分計算包括一般比賽，因而有人提出動過手腳的可能，令尼普的紀錄卻受到質疑。而自從達成這項紀錄後，尼普便不再下棋，而且也因為他不在活躍，所以名字也不再出現在與他同齡的每兩個月發布之前100名棋手名單中。
在2008年4月21日，尼普在Live with Regis and Kelly節目中進行西洋棋車輪戰（Simultaneous exhibition），最後結果是9勝1平。
而在2010年12月11日，山繆·謝維揚在9歲又11個月15天之齡時成為國家大師，以11天的差距打破了尼普所保持的「美國史上最年輕的西洋棋大師」紀錄。

## 外部連結
- Nicholas Nip的国际棋联等级分卡
- 尼可拉斯·尼普－在ChessGames.com的棋手檔案
- USCF page
- Nip with Regis and Kelly （页面存档备份，存于）

| 成就          | 成就                                      | 成就               |
| ------------- | ----------------------------------------- | ------------------ |
| 前任： 中村光 | 美國史上最年輕的西洋棋大師 2008年－2010年 | 繼任： 山繆·謝維揚 |